# 襄安君
襄安君（?—?），战国时期燕国王族，燕昭王时封君。
齐湣王想要攻打宋国，派公孙弘去赵国说服奉阳君李兑。苏秦对齐王说，在劝说李兑的同时，还要依顺燕国以控制燕国，自己等待因忠获得的封赏，事必能成。苏秦又愿齐王留有土地献给燕国襄安君以资助自己，就能使燕国顺从赵国的观望了。在陕西眉县金渠镇教坊村出土有襄安君青铜扁壶。